# Горња Рашеница
Горња Рашеница је насељено мјесто у саставу града Грубишног Поља, у Бјеловарско-билогорској жупанији, Република Хрватска.

## Географија
Горња Рашеница се налази 5,5 км источно од Грубишног Поља.

## Становништво
Према попису становништва из 2011. године, насеље Горња Рашеница је имало 89 становника.
| Демографија | Демографија | Демографија |
| Година      | Становника  | Становника  |
| ----------- | ----------- | ----------- |
| 1991.       | 200         |             |
| 2001.       | 115         |             |
| 2011.       |             | 89          |

## Попис 1991.
На попису становништва 1991. године, насељено место Горња Рашеница је имало 200 становника, следећег националног састава:
| Попис 1991.‍  | Попис 1991.‍  | Попис 1991.‍ | Попис 1991.‍ | Попис 1991.‍ |
| ------------ | ------------ | ----------- | ----------- | ----------- |
|              |              |             |             |             |
| Хрвати       | Хрвати       |             | 82          | 41,00%      |
| Срби         | Срби         |             | 71          | 35,50%      |
| Чеси         | Чеси         |             | 30          | 15,00%      |
| Југословени  | Југословени  |             | 12          | 6,00%       |
| Украјинци    | Украјинци    |             | 1           | 0,50%       |
| неопредељени | неопредељени |             | 4           | 2,00%       |
| укупно: 200  |              |             |             |             |